# Ajak (mitologija)
Ajak je v grški mitologiji smrtnik, sin Zevsa in Ajgine, ki je bil kralj na otoku Ajgina.
Ajak je bil oče Telamona, Peleja in Fokusa. Zaradi pobožnosti in dobrote, so ga imeli bogovi tako radi, da so mu včasih prepuščali reševanje medsebojnih sporov. Skupaj z Apolonom in Pozejdonom naj bi sodeloval pri gradnji trojanskega obzidja.
Po smrti je skupaj z Minosom in Radamantisom zaradi svoje pravičnosti in nepodkupljivosti postal sodnik v podzemlju, v nekaterih mitih pa nastopa kot vratar podzemlja.